# Хмельницький крізь об'єктив (фотоконкурс)
«Хмельницький крізь об’єктив» - фотоконкурс, який проводиться 11 років поспіль у місті Хмельницькому. Був започаткований у 2005 році. Організація та проведення фотоконкурсу приурочені до святкування Дня міста Хмельницького, яке відбувається наприкінці вересня.  
Організаторами конкурсу фотографії виступають управління молоді та спорту, управління культури та туризму, Хмельницьке міське комунальне підприємство
.

## Історія
Місце проведення фотовиставки та номінації конкурсу змінювались протягом років. У 2009 році фотографи подавали свої роботи у номінації «Новини та повсякденне життя», «Люди», «Старе та нове місто», «Публіцистика», «Відзнака міського голови», «Приз глядацьких симпатій». 
У 2010 році участь взяли близько 8 десятків учасників , на конкурс  було надіслано 200 робіт. З них було відібрано 100 фотографій від 23 авторів. У 2011 році результати конкурсу та оголошення експозиції відбулось у музеї історії міста Хмельницького (вулиця Проскурівська, 30). Нагородження авторів відбувалось у трьох номінаціях: "Хмельницький фоторепортер ,"Хмельницькому - 580",  "Погляд фотографа". У 2012 році були представлені номінації «Хмельницький історичний», «Хмельницький фоторепортер», «Люди», «Погляд фотографа», «Приз міського голови», «Приз глядацьких симпатій». 
У 2013 та 2014 роках відбувався прийом фотографій для розгляду в номінаціях «Хмельницький фоторепортер»,  «Хмельницький історичний» та «Погляд фотографа», «Приз міського голови», «Приз глядацьких симпатій». Нагородження та відкриття експозиції проводилось  у Хмельницькому музеї-студії фотомистецтва (вулиця Проскурівська, 56). Дата відкриття фотовиставки інколи змінюється, але відкриття  завжди відбувається напередодні святкування Дня міста Хмельницького.

### 2016 рік
Регламент конкурсу фотографії в 2016 році зазнав змін. Учасники отримали змогу подавати фотографії для розгляду членів журі в електронному вигляді, а не в паперовому, як в минулі роки. Змінились конкурсі категорії: фотографи, яким виповнилось 18 років, могли подавати свої роботи у номінації "Хмельницький фоторепортер", "Ми єдина Україна", була створена дитяча номінація "Мій Хмельницький". Переможці в перерахованих категоріях обирались членами журі. Переможці ще у двох номінаціях - "Приз міського голови" та "Приз глядацьких симпатій" обирались відповідно міським головою та відвідувачами фотовиставки.

### 2019
В 2019 році на фотоконкурс свої роботи представило 66 учасників. З них 42 дорослих учасника. Учасники представили на конкурс 443 робот. 50 з цих фотографій були відібрані на фотовиставку, яка відбулась 2 вересня у приміщенні Хмельницького музею-студії фотомистецтва. Прийом робіт було розпочато 1 серпня, їх могли подавати аматори і професіонали до 15 вересня. Роботи подавались у номінації "Хмельницький фоторепортер", "Ми - єдина країна", "Мій Хмельницький". Також під час виставки відвідувачі можуть віддавати голоси за роботу, яка переможе у номінації "Приз глядацьких симпатій". Виставка тривала з 26 вересня до 9 жовтня

## Опис
Прийом робіт триває близько півтора місяця. Учасники фотоконкурсу мають подавати на розгляд журі до 10 фотографій. Експозиція демонструється декілька тижнів. У фотоконкурсі беруть участь аматори та професійні фотографи. Їх місце проживання та вік не мають різниці. У кожній з заявлених номінацій обирають 1,2 та 3 місце, а також «Приз міського голови». Переможці нагороджуються дипломами та подарунками. Через декілька тижнів відвідувачі виставки  шляхом голосування обирають  переможця у номінації «Приз глядацьких симпатій».  Кожного року кількість учасників змінюється. Учасники, які не стали переможцями, проте надавали свої фотороботи, також отримують Дипломи учасників
.